# Parargornis
Parargornis is een geslacht van uitgestorven kolibrie-achtigen uit het Midden-Eoceen van Europa. 

## Fossiele vondsten
Parargornis werd in 2003 beschreven op basis van een fossiel uit de Groeve Messel in de Duitse deelstaat Hessen. Het fossiel is een compleet skelet met afdrukken van veren van 47 miljoen jaar oud. 

## Kenmerken
Parargornis had een gierzwaluwachtige snavel, korte brede vleugels en een lange staart. Het was vermoedelijk een insectivoor. 

## Verwantschap
Parargornis is basaalst bekende kolibrie-achtige en een tussenvorm in de evolutie van vroege gierzwaluwachtigen zoals Eocypselus en meer ontwikkelde kolibrie-achtigen zoals Jungornis.